# Blue Prism
Blue Prism est un éditeur britannique de logiciels pionnier de l'automatisation robotisée des processus (RPA), qui fournit une main-d'œuvre numérique conçue pour automatiser des tâches complexes de bout en bout.
Le siège social de l'entreprise est situé à Warrington au Royaume-Uni, avec des bureaux en France, aux États-Unis et en Australie. La société est cotée sur le marché AIM de la Bourse de Londres.

## Histoire

### Formation
Blue Prism est fondée en 2001 par les experts en automatisation des processus Alastair Bathgate et David Moss. Ils ont pour but de développer une technologie pouvant être utilisée pour améliorer l'efficience et l'efficacité des organisations. La technologie est aujourd'hui connue sous le nom d'automatisation robotisée des processus, ou RPA.
En 2003, Blue Prism commercialise son premier produit, Automate. En 2005, la deuxième version d'Automate est lancée avec des fonctionnalités pour le traitement à grande échelle. Co-operative Financial Services commence à utiliser le logiciel Blue Prism la même année pour automatiser les processus manuels de son service client.

### Automatisation robotisée des processus
L'automatisation robotisée des processus (RPA) est l'application de la technologie qui fournit aux organisations une main-d'œuvre numérique qui exécute des processus métier basés sur des règles et interagit avec les systèmes de l'organisation de la même manière que les utilisateurs existants,. Blue Prism est créditée pour avoir inventé le terme Robotic Process Automation,.
La RPA est une industrie en pleine croissance et devrait atteindre 3,11 milliards de dollars d'ici 2025. La technologie est notamment utilisée pour traiter les demandes générées par le règlement général sur la protection des données, par Tokio Marine Kiln dans le cadre de transactions back-office; par l'entreprise de nutrition, Fonterra, pour corriger les écarts de quantité dans le logiciel de planification SAP, et par Milaha pour la saisie, le traitement et le transfert des données.
La société d'études de marché indépendante Forrester Research considère Blue Prism comme l'une des trois sociétés leaders dans le domaine de l'automatisation robotisée des processus, à la fois en termes de présence sur le marché et de qualité l'offre dans une étude de 2017.
Une étude d'octobre 2018 de Grand View Research, Inc. établit que les entreprises clés du marché de la RPA incluent Automation Anywhere, Inc., Blue Prism Group PLC, UIPath, Be Informed BV, OpenSpan, et Jacada, Inc. En 2019, Gartner publie son premier Magic Quadrant consacré à la RPA, et classe Blue Prism comme l'un des leaders du marché.

### Bourse
Le 18 mars 2016, la société est introduite sur le marché AIM de la Bourse de Londres, devenant une société publique, avec une capitalisation boursière de 48,5 millions de livres sterling. La valeur des actions de la société augmente de 44 % le jour de l'introduction, sous la direction du PDG Alastair Bathgate. L'entreprise compte O2, Co-operative Bank et Fidelity Investment Management parmi ses clients. En novembre 2016, Blue Prism possède des bureaux à Chicago et à Miami, ainsi qu'au Royaume-Uni.
Le 6 janvier 2017, Blue Prism annonce vouloir ouvrir de nouveaux bureaux à Austin, tout en restant basée à Londres. À l'époque, l'entreprise emploie 86 personnes dans le monde. En mars 2017, un groupe d'actionnaires vend ses actions Blue Prism. En juin 2017, Blue Prism annonce qu'une nouvelle version de sa plateforme serait compatible avec les cloud publics tels qu'Amazon Web Services, Microsoft Azure et Google Cloud Platform. Auparavant, le logiciel n'était disponible que sur site.
En 2019, Blue Prism annonce des modifications de sa plateforme et l'émission de nouvelles actions. Cette mise à jour comprend un nouveau moteur d'IA, une nouvelle galerie d'extensions et un nouveau laboratoire pour l'innovation interne en matière d'IA.
Depuis avril 2020, l'équipe de direction se compose du président-directeur général Jason Kingdon et du cofondateur et du directeur technique David Moss. Kingdon, l'un des premiers investisseurs de la société, en devient le président en 2008 et la dirige jusqu'à son introduction en bourse en 2016. Jason Kingdon reprend ses fonctions de président en 2019, et devient le PDG en avril 2020 à la suite de la démission de l'ancien PDG, Alastair Bathgate.
En novembre 2021, le fonds d'investissement Vista Equity annonce l'acquisition de Blue Prism pour 1,22 milliard de dollars.

## La main-d'œuvre virtuelle
La main-d'œuvre numérique de Blue Prism est développée et gérée par l'utilisateur ou le client, incluant les opérations et la technologie, en adhérant à un modèle opérationnel robotique à l'échelle de l'entreprise. C'est une technologie sans code qui permet d'automatiser n'importe quel logiciel sans intégration invasive. La main-d'œuvre numérique peut être utilisée pour automatiser les processus de n'importe quel service impliquant des tâches administratives ou répétitives, à l'échelle de l'organisation.

## Entreprise et marchés
La technologie Blue Prism est utilisée dans de nombreux secteurs incluant la banque, la finance et l'assurance, les biens de consommation, les services juridiques, le service public, les services professionnels, la santé ainsi que l'énergie, l'eau et l'assainissement. Des sociétés telles que Coca-Cola, Pfizer, Prudential, Sony et Walgreens utilisent le logiciel RPA de Blue Prism,.
En 2018, le fournisseur d'eau britannique United Utilities intègre des robots Blue Prism pour rationaliser ses processus et améliorer son efficacité. Les robots surveillent les signaux et alertes du réseau d'eau, et informent les ingénieurs en cas de problème.
La société IEG4 travaille également avec Blue Prism pour améliorer le traitement des demandes d'indemnisation grâce à un traitement des données plus efficace.
La société de financement Fannie Mae utilise la plateforme RPA de Blue Prism pour automatiser le processus d'examen et de notification dans le traitement des prêts immobiliers. Une banque, Mashreq, travaille avec Blue Prism pour automatiser plusieurs fonctions incluant le traitement des opérations bancaires, la conformité, le service client et le support client. Dans le secteur de la santé, Ascension Health utilise la plateforme RPA de Blue Prism pour les fonctions de back-office et pour gérer l'homologation et la certification des cliniciens.

### Blue Prism Ventures
En 2021, Blue Prism lance Blue Prism Ventures, qui aide les partenaires de capital-risque à trouver des opportunités de collaboration dans le domaine de la RPA. La première entreprise de la société est Blue Prism Korea, un partenariat avec GTPlus Ltd.